# Hayton, Carlisle
Hayton är en by och en civil parish i Cumbria, England. Orten har 2 180 invånare (2001).